# Stad Nijkerk
De Stad Nijkerk is een onafhankelijk nieuwsblad van BDU. De gratis krant verschijnt wekelijks als Huis-aan-huisblad op woensdag. Het blad heeft een oplage van 19.000 exemplaren en verschijnt naast Nijkerk in Nijkerkerveen, Appel, Driedorp, Holk, Kruishaar en  Hoevelaken. 
In 2017 werd de Stad Nijkerk met 46 andere lokale kranten door de Holland Media Combinatie, dochtermaatschappij van de Telegraaf Media Groep, verkocht aan BDU.

## Nijkerksche Courant
Nijkerk had al in de achttiende eeuw een eigen krant die verscheen op maandagavond. De Nijkerksche Courant - Veluwsch Nieuws & Advertentieblad - verscheen in 1867 en werd de eerste jaren gemaakt en gedrukt door de I.J. Malga. In 1875 werd die krant overgenomen door Uitgeverij Callenbach. De wekelijks verschijnende Nijkerksche Courant zou later tweemaal per week uitkomen. In 1985 verscheen het blad voor het laatst.